# Santiago Castro
Santiago Tomás Castro (San Martín, 18 settembre 2004) è un calciatore argentino, attaccante del Bologna.

## Biografia
Santiago Castro detto Santi è noto con i soprannomi Toto, King Kong, Locomotora Castro o El Mato Castro. Figlio di Dario, un impiegato giudiziario il quale giocò come centrocampista nel Comunicaciones, mentre la madre è un'impiegata statale. Quando segna dedica i gol al fratellino Ramiro.  Nel 2025 ottiene il passaporto italiano.

## Carriera

### Club

#### Vélez Sarsfield
Cresciuto nel settore giovanile del Vélez Sarsfield, debutta in prima squadra il 3 agosto 2021, in occasione dell'incontro di Primera División pareggiato per 0-0 contro l'Atlético Tucumán. Il 13 ottobre 2022 realizza la sua prima rete nella massima serie argentina, nell'incontro vinto per 2-1 ai danni del Talleres (C).

#### Bologna
Il 30 gennaio 2024 passa a titolo definitivo al Bologna per 15 milioni di euro. Esordisce con i felsinei il 9 marzo in occasione della sconfitta interna contro l'Inter, rilevando Joshua Zirkzee nella ripresa. Il 20 maggio segna la sua prima rete in serie A, firmando il parziale 2-0 alla Juventus, nella partita pareggiata poi per 3-3. La stagione successiva diventa titolare dopo la cessione di Joshua Zirkzee.Il 18 settembre esordisce nelle competizioni europee, mella partita della prima giornata della fase campionato di UEFA Champions League, pareggiata 0-0 in casa contro lo Šachtar Donec'k.  Il 3 dicembre 2024, nell'esordio stagionale in Coppa Italia contro il Monza segna il suo primo gol in questa manifestazione ed inoltre è autore di tutti gli assist degli altri tre gol che sanciscono il 4-0 finale. Conclude la stagione con la stessa Coppa Italia nel palmares (primo trofeo della sua carriera) e con 8 reti e 4 assist in Serie A, risultando uno dei migliori giocatori della stagione. 

### Nazionale
Viene convocato per la prima volta in nazionale il 26 novembre 2019, nella selezione Under-15, giocando 73' in una partita del Campionato sudamericano di calcio Under-15 contro il Cile, segnando un gol all'esordio. Il 12 maggio 2022 viene convocato per la prima volta nella Nazionale argentina Under-20, esordendo per 68' in un'amichevole contro il Perù, segnando nella stessa partita d'esordio una doppietta. Nel 2023 viene convocato per il Campionato sudamericano di calcio Under-20.

## Statistiche

### Presenze e reti nei club
Statistiche aggiornate al 25 maggio 2025.
| Stagione               | Squadra                | Campionato             | Campionato | Campionato | Coppe nazionali | Coppe nazionali | Coppe nazionali | Coppe continentali | Coppe continentali | Coppe continentali | Altre coppe | Altre coppe | Altre coppe | Totale | Totale |
| Stagione               | Squadra                | Comp                   | Pres       | Reti       | Comp            | Pres            | Reti            | Comp               | Pres               | Reti               | Comp        | Pres        | Reti        | Pres   | Reti   |
| ---------------------- | ---------------------- | ---------------------- | ---------- | ---------- | --------------- | --------------- | --------------- | ------------------ | ------------------ | ------------------ | ----------- | ----------- | ----------- | ------ | ------ |
| 2021                   | Vélez Sarsfield        | PD                     | 2          | 0          | CA+CdL          | 0               | 0               | CL                 | 0                  | 0                  | -           | -           | -           | 2      | 0      |
| 2022                   | Vélez Sarsfield        | PD                     | 16         | 1          | CA+CdL          | 2+8             | 1+0             | CL                 | 2                  | 0                  | -           | -           | -           | 28     | 2      |
| 2023                   | Vélez Sarsfield        | PD                     | 35         | 7          | CA+CdL          | 0               | 0               | CL                 | 0                  | 0                  | -           | -           | -           | 35     | 7      |
| Totale Vélez Sarsfield | Totale Vélez Sarsfield | Totale Vélez Sarsfield | 53         | 8          |                 | 10              | 1               |                    | 2                  | 0                  |             | -           | -           | 65     | 9      |
| gen.-giu. 2024         | Bologna                | A                      | 8          | 1          | CI              | -               | -               | -                  | -                  | -                  | -           | -           | -           | 8      | 1      |
| 2024-2025              | Bologna                | A                      | 36         | 8          | CI              | 3               | 2               | UCL                | 7                  | 0                  | -           | -           | -           | 46     | 10     |
| 2025-2026              | Bologna                | A                      | -          | -          | CI              | -               | -               | UEL                | -                  | -                  | SI          | -           | -           | -      | -      |
| Totale Bologna         | Totale Bologna         | Totale Bologna         | 44         | 9          |                 | 3               | 2               |                    | 7                  | 0                  |             | -           | -           | 54     | 11     |
| Totale carriera        | Totale carriera        | Totale carriera        | 97         | 17         |                 | 13              | 3               |                    | 9                  | 0                  |             | -           | -           | 119    | 20     |

### Cronologia presenze e reti in nazionale
| Cronologia completa delle presenze e delle reti in nazionale ― Argentina under 23 | Cronologia completa delle presenze e delle reti in nazionale ― Argentina under 23 | Cronologia completa delle presenze e delle reti in nazionale ― Argentina under 23 | Cronologia completa delle presenze e delle reti in nazionale ― Argentina under 23 | Cronologia completa delle presenze e delle reti in nazionale ― Argentina under 23 | Cronologia completa delle presenze e delle reti in nazionale ― Argentina under 23 | Cronologia completa delle presenze e delle reti in nazionale ― Argentina under 23 | Cronologia completa delle presenze e delle reti in nazionale ― Argentina under 23 |
| Data                                                                              | Città                                                                             | In casa                                                                           | Risultato                                                                         | Ospiti                                                                            | Competizione                                                                      | Reti                                                                              | Note                                                                              |
| --------------------------------------------------------------------------------- | --------------------------------------------------------------------------------- | --------------------------------------------------------------------------------- | --------------------------------------------------------------------------------- | --------------------------------------------------------------------------------- | --------------------------------------------------------------------------------- | --------------------------------------------------------------------------------- | --------------------------------------------------------------------------------- |
| 15-12-2023                                                                        | Ezeiza                                                                            | Argentina under 23                                                                | 3 – 0                                                                             | Ecuador under 23                                                                  | Amichevole                                                                        | 1                                                                                 | 59’                                                                               |
| 17-12-2023                                                                        | Ezeiza                                                                            | Argentina under 23                                                                | 2 – 0                                                                             | Ecuador under 23                                                                  | Amichevole                                                                        | -                                                                                 | 70’                                                                               |
| 22-1-2024                                                                         | Valencia                                                                          | Argentina under 23                                                                | 1 – 1                                                                             | Paraguay under 23                                                                 | Torneo Pre-Olimpico CONMEBOL 2024                                                 | -                                                                                 |                                                                                   |
| 25-1-2024                                                                         | Valencia                                                                          | Perù under 23                                                                     | 0 – 2                                                                             | Argentina under 23                                                                | Torneo Pre-Olimpico CONMEBOL 2024                                                 | -                                                                                 | 87’                                                                               |
| 31-1-2024                                                                         | Valencia                                                                          | Cile under 23                                                                     | 0 – 5                                                                             | Argentina under 23                                                                | Torneo Pre-Olimpico CONMEBOL 2024                                                 | 1                                                                                 |                                                                                   |
| 3-2-2024                                                                          | Valencia                                                                          | Argentina under 23                                                                | 3 – 3                                                                             | Uruguay under 23                                                                  | Torneo Pre-Olimpico CONMEBOL 2024                                                 | -                                                                                 | 72’                                                                               |
| 6-2-2024                                                                          | Caracas                                                                           | Argentina under 23                                                                | 2 – 2                                                                             | Venezuela under 23                                                                | Torneo Pre-Olimpico CONMEBOL 2024                                                 | -                                                                                 | 77’                                                                               |
| 8-2-2024                                                                          | Caracas                                                                           | Argentina under 23                                                                | 3 – 3                                                                             | Paraguay under 23                                                                 | Torneo Pre-Olimpico CONMEBOL 2024                                                 | -                                                                                 | 75’                                                                               |
| 11-2-2024                                                                         | Caracas                                                                           | Brasile under 23                                                                  | 0 – 1                                                                             | Argentina under 23                                                                | Torneo Pre-Olimpico CONMEBOL 2024                                                 | -                                                                                 | 64’                                                                               |
| 23-3-2024                                                                         | Mazatlán                                                                          | Messico under 23                                                                  | 2 – 4                                                                             | Argentina under 23                                                                | Amichevole                                                                        | -                                                                                 | 69’                                                                               |
| 26-3-2024                                                                         | Puebla                                                                            | Messico under 23                                                                  | 3 – 0                                                                             | Argentina under 23                                                                | Amichevole                                                                        | -                                                                                 | 59’                                                                               |
| 8-6-2024                                                                          | Buenos Aires                                                                      | Argentina under 23                                                                | 4 – 0                                                                             | Paraguay under 23                                                                 | Amichevole                                                                        | -                                                                                 | 69’                                                                               |
| 10-6-2024                                                                         | Lanús                                                                             | Argentina under 23                                                                | 2 – 0                                                                             | Paraguay under 23                                                                 | Amichevole                                                                        | -                                                                                 | 72’                                                                               |
| Totale                                                                            |                                                                                   | Presenze                                                                          | 13                                                                                |                                                                                   | Reti                                                                              | 2                                                                                 |                                                                                   |

| Cronologia completa delle presenze e delle reti in nazionale ― Argentina under 20 | Cronologia completa delle presenze e delle reti in nazionale ― Argentina under 20 | Cronologia completa delle presenze e delle reti in nazionale ― Argentina under 20 | Cronologia completa delle presenze e delle reti in nazionale ― Argentina under 20 | Cronologia completa delle presenze e delle reti in nazionale ― Argentina under 20 | Cronologia completa delle presenze e delle reti in nazionale ― Argentina under 20 | Cronologia completa delle presenze e delle reti in nazionale ― Argentina under 20 | Cronologia completa delle presenze e delle reti in nazionale ― Argentina under 20 |
| Data                                                                              | Città                                                                             | In casa                                                                           | Risultato                                                                         | Ospiti                                                                            | Competizione                                                                      | Reti                                                                              | Note                                                                              |
| --------------------------------------------------------------------------------- | --------------------------------------------------------------------------------- | --------------------------------------------------------------------------------- | --------------------------------------------------------------------------------- | --------------------------------------------------------------------------------- | --------------------------------------------------------------------------------- | --------------------------------------------------------------------------------- | --------------------------------------------------------------------------------- |
| 12-5-2022                                                                         | -                                                                                 | Argentina under 20                                                                | 2 – 1                                                                             | Perù under 20                                                                     | Amichevole                                                                        | 2                                                                                 | 68’                                                                               |
| 29-5-2022                                                                         | Aubagne                                                                           | Argentina under 20                                                                | 1 – 0                                                                             | Arabia Saudita under 20                                                           | Torneo di Tolone 2022 - 1º turno                                                  | 1                                                                                 | 62’                                                                               |
| 1-6-2022                                                                          | Vitrolles                                                                         | Panama under 20                                                                   | 0 – 1                                                                             | Argentina under 20                                                                | Torneo di Tolone 2022 - 1º turno                                                  | -                                                                                 | 60’                                                                               |
| 4-6-2022                                                                          | Aubagne                                                                           | Francia under 20                                                                  | 6 – 2                                                                             | Argentina under 20                                                                | Torneo di Tolone 2022 - 1º turno                                                  | -                                                                                 | 46’                                                                               |
| 10-6-2022                                                                         | Boulogne-sur-Mer                                                                  | Argentina under 20                                                                | 3 – 2                                                                             | Giappone under 20                                                                 | Torneo di Tolone 2022 - 1º turno                                                  | 1                                                                                 |                                                                                   |
| 21-1-2023                                                                         | Cali                                                                              | Paraguay under 20                                                                 | 2 – 1                                                                             | Argentina under 20                                                                | Sudamericano Under-20 2023 - 1º turno                                             | -                                                                                 | 83’                                                                               |
| 24-1-2023                                                                         | Cali                                                                              | Argentina under 20                                                                | 1 – 3                                                                             | Brasile under 20                                                                  | Sudamericano Under-20 2023 - 1º turno                                             | -                                                                                 | 46’                                                                               |
| Totale                                                                            |                                                                                   | Presenze                                                                          | 7                                                                                 |                                                                                   | Reti                                                                              | 4                                                                                 |                                                                                   |

| Cronologia completa delle presenze e delle reti in nazionale ― Argentina under 15 | Cronologia completa delle presenze e delle reti in nazionale ― Argentina under 15 | Cronologia completa delle presenze e delle reti in nazionale ― Argentina under 15 | Cronologia completa delle presenze e delle reti in nazionale ― Argentina under 15 | Cronologia completa delle presenze e delle reti in nazionale ― Argentina under 15 | Cronologia completa delle presenze e delle reti in nazionale ― Argentina under 15 | Cronologia completa delle presenze e delle reti in nazionale ― Argentina under 15 | Cronologia completa delle presenze e delle reti in nazionale ― Argentina under 15 |
| Data                                                                              | Città                                                                             | In casa                                                                           | Risultato                                                                         | Ospiti                                                                            | Competizione                                                                      | Reti                                                                              | Note                                                                              |
| --------------------------------------------------------------------------------- | --------------------------------------------------------------------------------- | --------------------------------------------------------------------------------- | --------------------------------------------------------------------------------- | --------------------------------------------------------------------------------- | --------------------------------------------------------------------------------- | --------------------------------------------------------------------------------- | --------------------------------------------------------------------------------- |
| 26-11-2019                                                                        | Asunción                                                                          | Argentina under 15                                                                | 6 – 0                                                                             | Cile under 15                                                                     | Campionato sudamericano di calcio Under-15                                        | 1                                                                                 | 73’                                                                               |
| 28-11-2019                                                                        | Asunción                                                                          | Argentina under 15                                                                | 2 – 0                                                                             | Uruguay under 15                                                                  | Campionato sudamericano di calcio Under-15                                        | -                                                                                 | 66’                                                                               |
| 30-11-2019                                                                        | Asunción                                                                          | Argentina under 15                                                                | 1 – 1                                                                             | Ecuador under 15                                                                  | Campionato sudamericano di calcio Under-15                                        | -                                                                                 |                                                                                   |
| 2-12-2019                                                                         | Asunción                                                                          | Argentina under 15                                                                | 0 – 0                                                                             | Paraguay under 15                                                                 | Campionato sudamericano di calcio Under-15                                        | -                                                                                 | 66’                                                                               |
| 5-12-2019                                                                         | Luque                                                                             | Argentina under 15                                                                | 4 – 2                                                                             | Colombia under 15                                                                 | Campionato sudamericano di calcio Under-15                                        | 1                                                                                 | 64’                                                                               |
| 8-12-2019                                                                         | Asunción                                                                          | Argentina under 15                                                                | 1 – 1                                                                             | Brasile under 15                                                                  | Campionato sudamericano di calcio Under-15                                        | -                                                                                 |                                                                                   |
| Totale                                                                            |                                                                                   | Presenze                                                                          | 6                                                                                 |                                                                                   | Reti                                                                              | 2                                                                                 |                                                                                   |

## Palmarès

### Club
- Coppa Italia: 1

Bologna: 2024-2025